# 丁海鎰
丁 海鎰（チョン・ヘイル、1958年3月20日 - ）は、大韓民国・仁川広域市出身のバスケットボール選手・指導者。

## 来歴
仁川広域市出身。松都高校から高麗大学を経て現代（現：釜山KCCイージス）に入社。選手として活躍後、兵役のため軍隊チーム・尚武に移り、兵役終了とともに選手引退。指導者に転じる。
1997年に来日し、日本リーグの古豪である日本通運のヘッドコーチに就任。2シーズン目に日本リーグ2部優勝に導くが、直後に廃部。
1999年に帰国してWKBL・国民銀行のヘッドコーチに就任。ベスト4となる。
2002年、トヨタ自動車ヘッドコーチに就任。2008-09レギュラーリーグで1位となり、コーチ・オブ・ザ・イヤーを獲得した。2009-10レギュラーリーグでも1位。
2011-12シーズン限りでトヨタ自動車ヘッドコーチを退任。その後、2012年6月にロンドンオリンピックバスケットボール世界最終予選に出場したバスケットボール女子日本代表のコーチを務めた。
2015年、シャンソンVマジックヘッドコーチに就任。2020年退任。